# Onomatopee
Onomatopeea este un cuvânt care, prin elementele sale sonore, imită cu aproximație un sunet sau un zgomot.
Imitarea propriu-zisă, nelingvistică, a unui sunet sau zgomot nu se confundă cu onomatopeea. Aceasta se integrează în sistemul fonologic și uneori și în sistemul gramatical al limbii.
Onomatopeele și cuvintele onomatopeice au o motivație naturală, de aceea sunt excepții de la regula conform căreia semnul lingvistic este în general arbitrar, adică nu există legătură între forma sonoră și ceea ce redă.

## Delimitarea onomatopeei
În gramaticile limbii române, onomatopeele sunt considerate o grupă distinctă în cadrul interjecțiilor. La fel și în gramatici ale limbii franceze, ale limbii sârbe, ale limbii croate. În gramatici ale limbii maghiare se observă o ezitare în această privință. De exemplu, Gerstner 2006 tratează într-un subcapitol interjecția, în care nu amintește de onomatopee, și în alt subcapitol cuvintele (verbe, substantive) onomatopeice, în care pomenește în treacăt de „interjecții onomatopeice”. A. Jászó 2007 tratează separat interjecția și onomatopeea ca pe două categorii de cuvinte propoziții, dar apare și la ea termenul „interjecție onomatopeică” într-un capitol despre limbajul copiilor. Aceeași ezitare se reflectă și în dicționare de lingvistică. De exemplu, în Bussmann 1998 se afirmă că „interjecțiile au adesea caracteristici onomatopeice”, dar onomatopeea nu este definită ca o categorie a interjecției. Nici la Dubois 2002, onomatopeea nu apare ca o categorie a interjecției, dar în articolul „interjection” se afirmă că unele interjecții provin din onomatopee. Crystal 2008 nu are articol despre onomatopee și nu o amintește în articolul despre interjecție.
Nu este clarificat nici dacă sunt onomatopee sau interjecții manifestările sonore omenești nearticulate sinonime cu cuvinte propoziții din alte clase lexico-gramaticale, de exemplu cea transcrisă în maghiară ühüm, iar în română „îhî”, având funcția lui „da”. A. Jászó 2007 le consideră „înrudite cu interjecțiile”, iar pentru Balogh 1971 sunt onomatopee.
Tot de problema delimitării ține și statutul cuvintelor prin care se cheamă, se mână sau se gonesc animale. În gramaticile care includ onomatopeele printre interjecții, acestea sunt și ele incluse aici, A. Jászó le include printre interjecții, iar pentru Gerstner 2006 „constituie o grupă specială a interjecțiilor și a onomatopeelor”.

## Sunete și zgomote imitate
Onomatopeele pot imita:
- sunete scoase de animale: bee, cotcodac, cucu, cucurigu, ga-ga, ham, mac-mac, miau, mor-mor, muu, pitpalac, piu;
- manifestări sonore omenești nearticulate: ha-ha-ha, hapciu, ptiu;
- zgomote: bâldâbâc, bang, boc, buf, ding-dang, pleosc, plici-placi, poc, tic-tac, vâj, zbârr, zdrang, zdup.

Onomatopeele se folosesc deseori repetate, uneori cu aceeași formă, alteori cu forme ușor diferite: gogâlț-gogâlț, pif-paf-puf. Unii lingviști le consideră cuvinte compuse.
Sunetele și zgomotele sunt redate la fel sau asemănător într-un număr de limbi, dar nu în toate, diferențele putând fi foarte mari, deși aceste cuvinte sunt motivate natural. Exemple pentru glasul cocoșului:
| Limba       | Redarea sunetului       |
| ----------- | ----------------------- |
| albaneză    | kikiriki                |
| bielorusă   | кукарэку [kukarɛku]     |
| bulgară     | кукурику [kukuriku]     |
| cehă        | kykyryký                |
| croată      | kukuriku                |
| daneză      | kykeliky                |
| ebraică     | קוּקוּרִיקוּ [kukuriku]     |
| engleză     | cock-a-doodle-doo       |
| esperanto   | kokeriko                |
| estoniană   | kikerikii               |
| finlandeză  | kukkokiekuu             |
| franceză    | cocorico                |
| germană     | kikeriki                |
| greacă      | κικιρίκου [kikir'iku]   |
| indoneziană | kukuruyuk               |
| islandeză   | gaggalagó               |
| italiană    | chicchirichì            |
| japoneză    | コケコッコ [kokekok:o]  |
| macedoneană | кукуригу [kukurigu]     |
| maghiară    | kukurikú                |
| norvegiană  | kykeliky                |
| olandeză    | kukeleku                |
| poloneză    | kukuryku                |
| portugheză  | cocorocó / cocoricó     |
| română      | cucurigu                |
| rusă        | кукареку [kukareku]     |
| sârbă       | кукурику [kukuriku]     |
| slovacă     | kikirikí                |
| slovenă     | kukuriku                |
| spaniolă    | quiquiriquí             |
| suedeză     | kuckeliku               |
| thailandeză | เอ้กอี๊เอ้กเอ๊ก [eki:e:ke:k] |
| turcă       | kukuriku                |
| urdu        | kuklooku                |
| vietnameză  | ò-ó-o-o                 |

## Cuvinte onomatopeice
În general, onomatopeele nu se integrează în sistemul gramatical, dar sunt și excepții. Unele pot avea funcții sintactice în propoziție, rămânând onomatopee ca formă:
- predicat: Cioc în ușă![40], Și el, bâldâbâc în apă[41];
- subiect: Se-auzea câte un jart, trosc, pleosc […] (Barbu Ștefănescu Delavrancea)[42];
- complement direct: Cloșca cum l-a văzut a început să strige cârr! clonc! clonc (Ion G. Sbiera)[42];
- complement circumstanțial de mod: A intrat pâș-pâș în cameră[41].

O limbă precum engleza, pe lângă că produce mai multe onomatopee decât limba franceză, de exemplu, le și integrează mai ușor din punct de vedere gramatical. Aceasta se face prin conversiune, adică prin schimbarea clasei lexico-gramaticale, cuvântul integrându-se astfel și în sistemul sintactic. Astfel, en  splash „pleosc” (onomatopee) devine splash „împroșcare” (substantiv), to splash „a împroșca”; a cădea, a se bălăci” (într-un lichid) (verb). În română este cazul lui tic-tac devenit substantiv (tic-tacul ceasornicului), sau al lui pitpalac care este și numele păsării ce are glasul redat de onomatopee. Un exemplu din franceză este cocorico „cucurigu”, ca substantiv cu forma de plural des cocoricos (literal „cucuriguuri”).
Onomatopeele sunt o sursă de îmbogățire a lexicului limbii și prin derivare: poc > a pocni, vâj > a vâjâi, en  splash > splashy „noroios”, splasher „apărătoare de noroi” (la bicicletă).
O categorie aparte de cuvinte onomatopeice este a celor care imită sunete și zgomote fără să existe o onomatopee corespunzătoare. Prin acest procedeu se pot forma mai ales verbe:
- imitatoare ale unor sunete de animale: a gâgâi, a sâsâi;
- imitatoare de manifestări sonore omenești: a se bâlbâi, a bolborosi, a clefăi, a șușoti;
- imitatoare de zgomote: a hurui, a vui.

Cuvinte onomatopeice derivate se pot deriva mai departe: pocnet, vâjâit, bâlbâială, bolboroseală.